# São Nicolau
Saõ Nicolau (portugalsky Ilha de Saõ Nicolau, anglicky Saint Nicholas) je jeden z Kapverdských ostrovů. Patří do skupiny Barlavento (Návětrné ostrovy) a leží mezi ostrovy Santa Luzia a Sal. Ostrov má dvě administrativní jednotky, na východě Tarrafal de Saõ Nicolau a na západě Ribeira Brava. Jeho rozloha činí 388 km2. Na délku měří zhruba 45 km a na šířku 20 km. V roce 2010 zde žilo přes 12 tisíc obyvatel. Hlavním a zároveň největším městem na ostrově je Ribeira Brava, které mělo v roce 2010 1936 obyvatel.

## Geografie
Saõ Nicolau leží mezi ostrovy Sal a Santa Luzia, okolo 640 km od západního pobřeží Afriky.

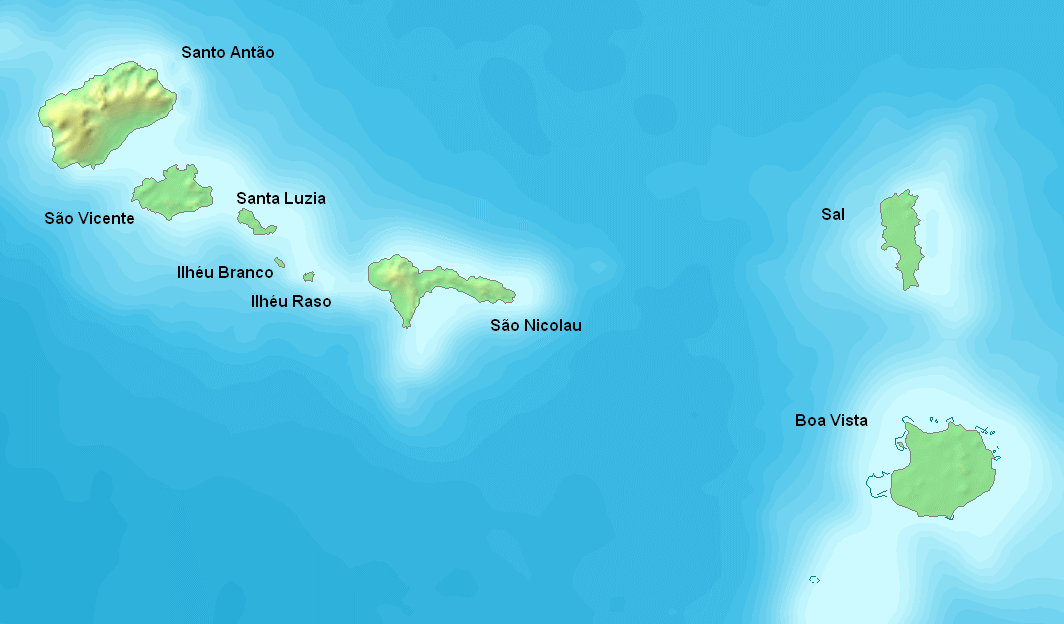
Poloha Saõ Nicolau

Tento ostrov je poměrně hornatý, je zde pohoří Monte Bissau. Nejvyšším vrcholem na ostrově je Monte Gordo s nadmořskou výškou 1312 m n. m. ležící 6 km západně od Ribeiry Bravy. Hlavním a zároveň největším městem je Ribeira Brava. Dalšími sídly na ostrově jsou Juncalinho, Tarrafal a Praia Branca.
Na ostrově je jedno letiště-Preguiça Airport, ležící 3 km jižně od města Ribeira Brava.
Přestože jsou na ostrově hory a je zde minimum srážek, hospodářství je zde zaměřeno na zemědělství. Je zde rybolov, chov skotu, koz a ovcí.

## Historie
Přestože tento ostrov byl objeven již roku 1461, první vesnice se stálým obyvatelstvem zde byla postavena až v 17. století. Byla pojmenována Porto da Lapa, ale obyvatelé trpěly nájezdy pirátů, proto se odstěhovaly na jiné, méně přístupné místo-do Ribeiry Bravy. Později zde byla vybudována pevnost. V 40. letech 20. století zasáhl ostrov hladomor. Obživa obyvatel spočívala především na pěstování cukrové třtiny a kávy.

## Administrativní dělení
Ostrov je rozdělen na dvě administrativní jednotky
- Ribeira Brava (na západě)
- Tarrafal de São Nicolau (na východě)

Do roku 2005 byl ostrov rozdělen pouze na jednu jednotku-São Nicolau.

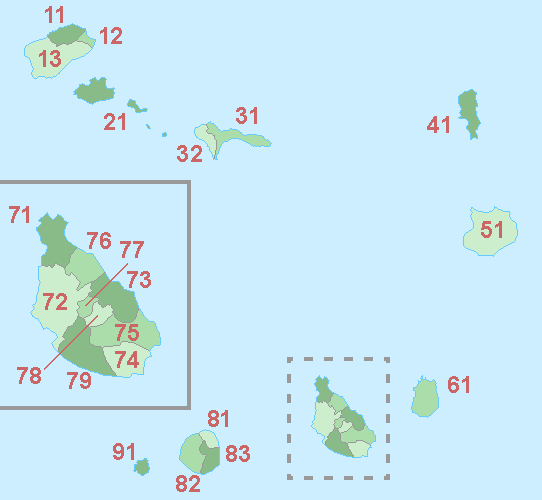
17 – Tarrafal de São Nicolau, 18 – Ribeira Brava